# 派德

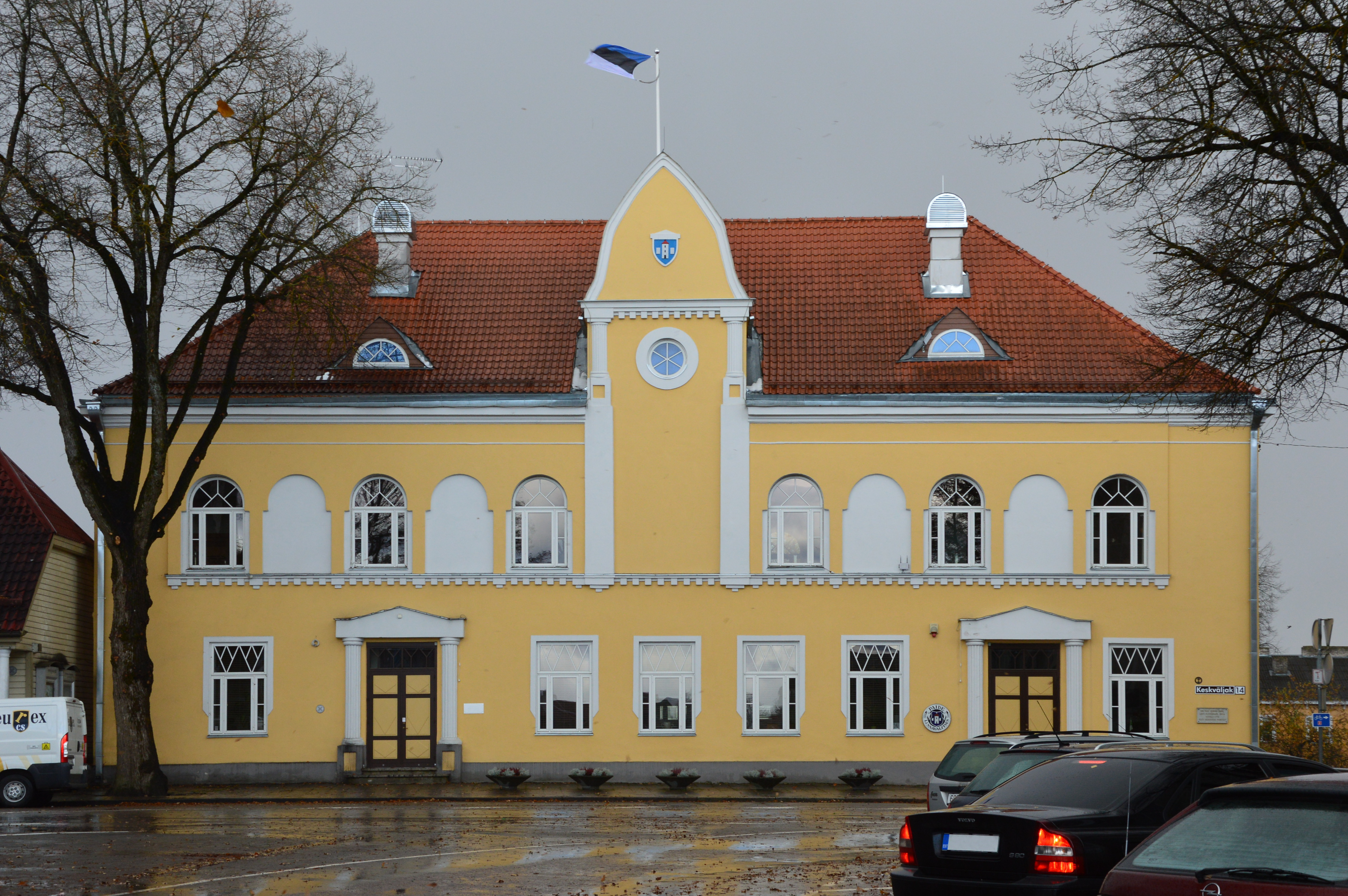
派德市政厅

派德是愛沙尼亞耶爾瓦縣派德市镇内的非独立市及其行政中心，位於該國中部，面積10.036平方公里，市里的城堡在1291年9月30日由利沃尼亞騎士團建成，2012年人口8,868。
派德原为独立的城市型市镇。2017年爱沙尼亚行政改革后，原派德市、派德乡村型市镇和罗斯纳-阿利库合并为新的派德城市型市镇。

## 图集

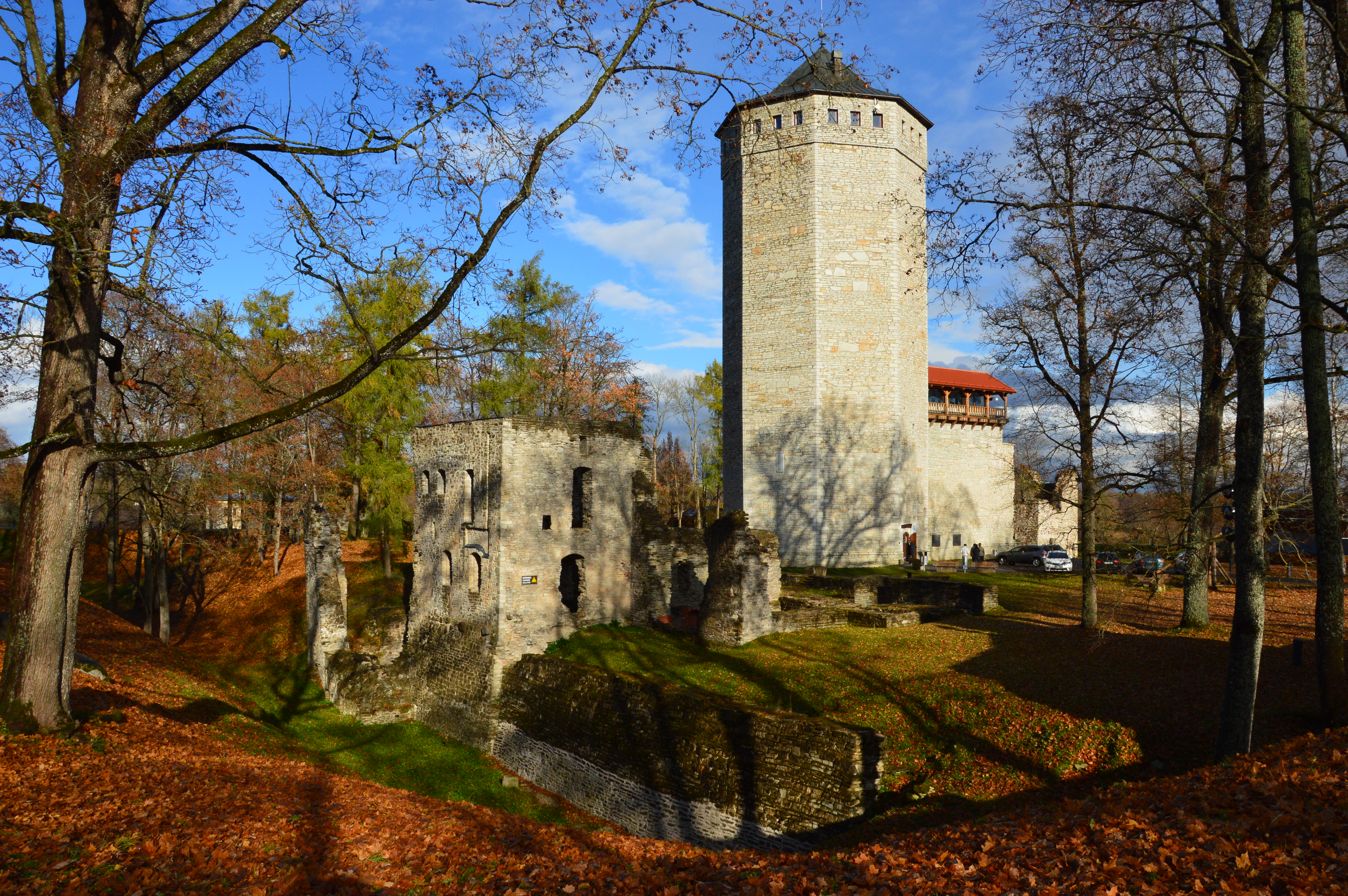
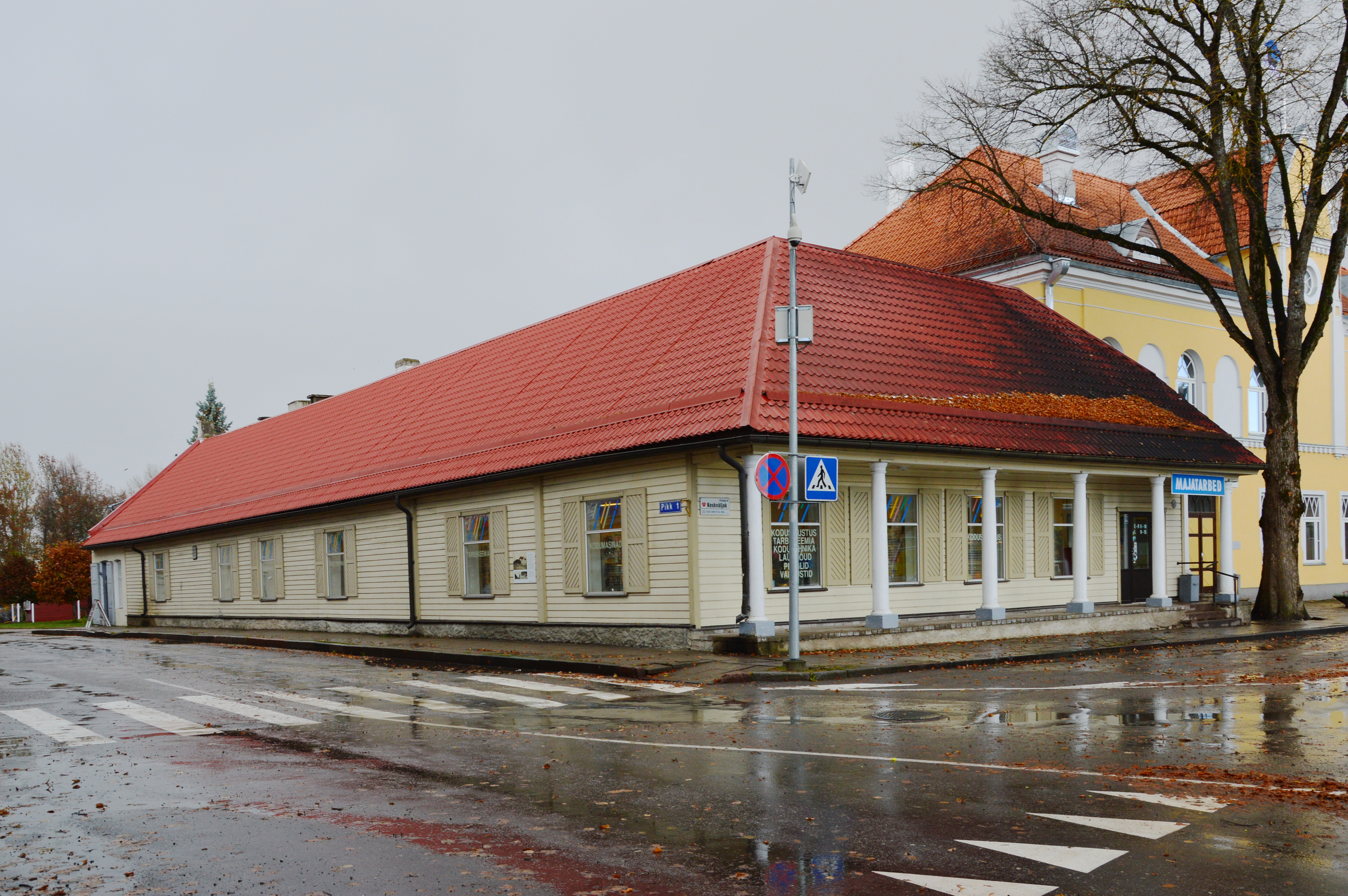
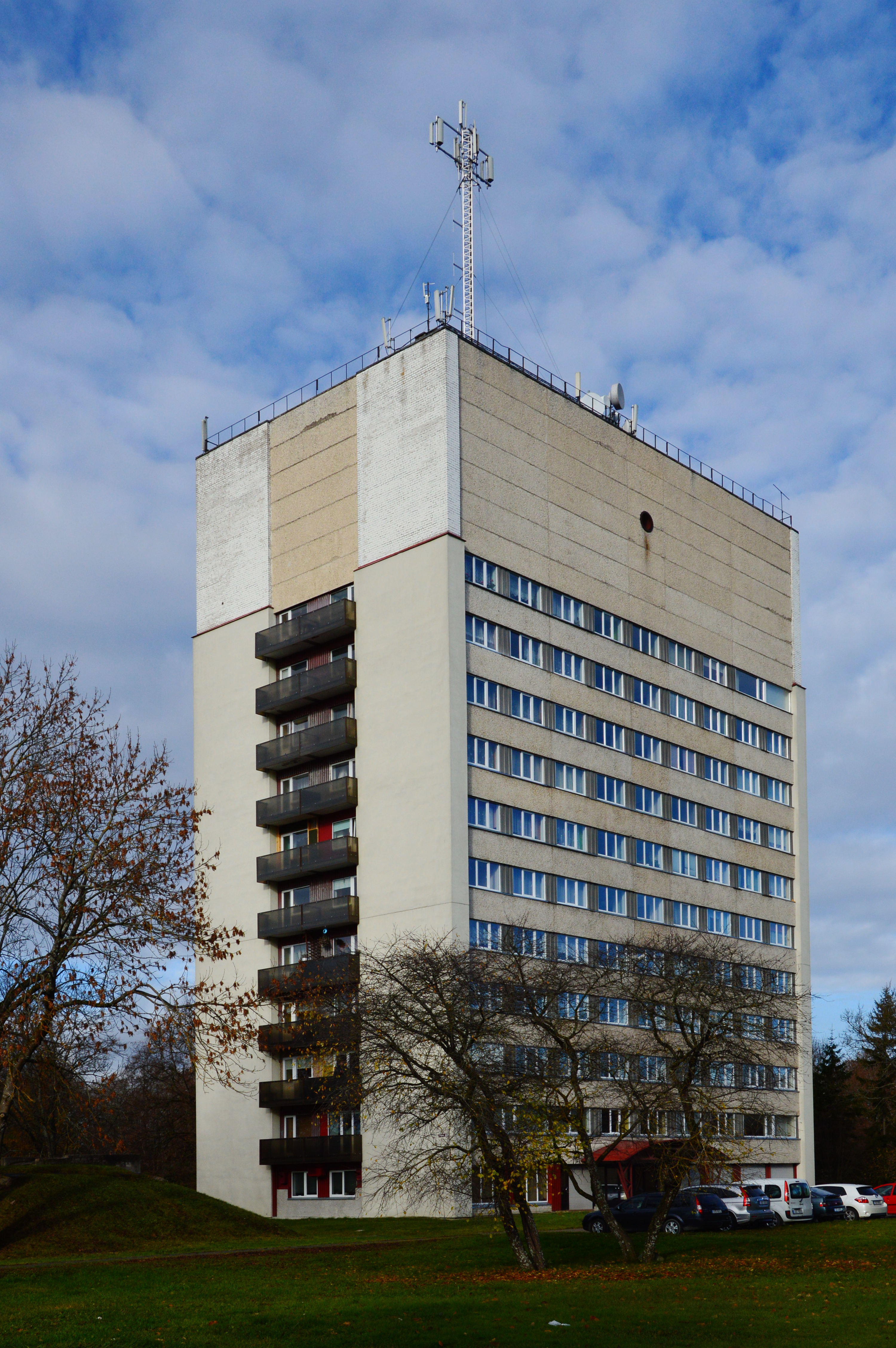
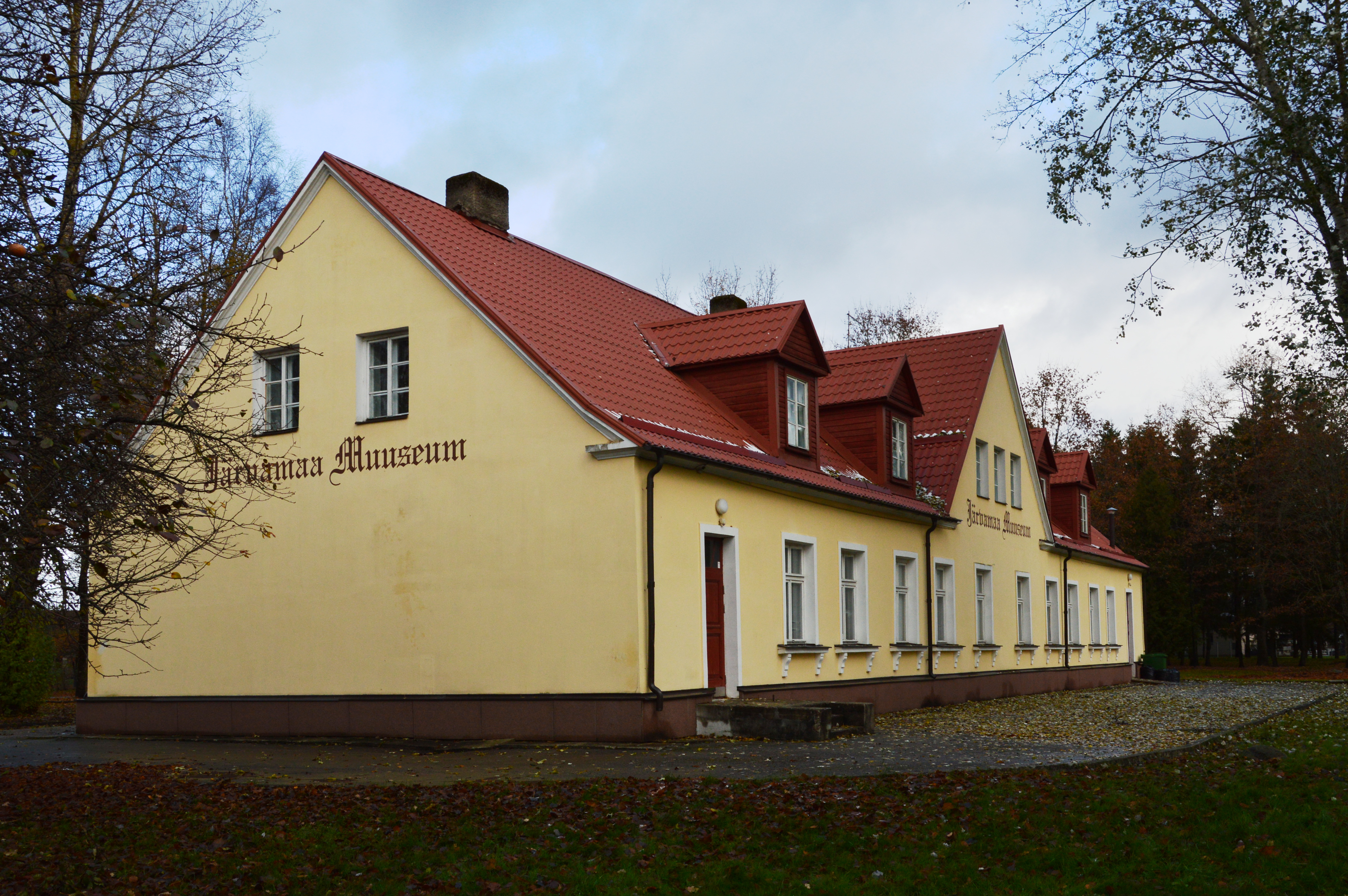

## 外部連結
- 派德市镇官方网站 （文） （英文）

58°53′8″N 25°33′26″E / 58.88556°N 25.55722°E